# Laura Corner
Laura Corner, auch Cornaro (* im 17. Jahrhundert in Venedig; † Anfang Mai 1729 in Venedig), war für die Amtsdauer ihres Ehemannes, des Dogen Giovanni II. Corner, in den Jahren von 1709 bis 1722 Dogaressa von Venedig.
Laura di Nicolò Corner entstammte dem ramo di San Maurizio – einem der vier Zweige der Corner –, sie stammte also aus einem besonders reichen Zweig der Familie, einer Seitenlinie, die auch „della Ca’ Grande“ genannt wurde.
Sie heiratete 1667 den verwandten, kaum zwanzigjährigen Giovanni II. Corner. Die Hochzeitszeremonie fand am 11. Oktober in der Jesuatenkirche in Dorsoduro statt, die allerdings zu dieser Zeit noch völlig anders aussah – den Beginn des Umbaus im Jahr 1726 sollte Laura Corner noch erleben. Cornelia, die Schwester Lauras, ehelichte am selben Tag Girolamo di Andrea Corner „della Regina“, der, wie der Name ausweist, einer anderen Corner-Linie entstammte.
Laura und Giovanni hatten sechs Söhne, nämlich einen Alvise und einen Federico, die beide früh verstarben, dann Federico, Abate, Auditor der Römischen Rota, Vicelegato in Bologna. Hinzu kam Alvise, der dem Rat der Zehn als Capo (Haupt) vorsaß; schließlich Nicolò und Francesco, Cavalieri di S. Marco. Letztere heirateten Chiara Zorzi di Marin bzw. Elisabetta Civran di Giovanni, womit sie standesgemäß und für die Familie nützlich verheiratet wurden. Auch die Ämterlaufbahn war darauf ausgerichtet. Nicolò wurde Kastellan von Bergamo, dann Consigliere ducale, dazu Staatsinquisitor, und auch er saß im Rat der Zehn. Francesco hingegen wurde auf der diplomatischen Ebene tätig, nämlich als Botschafter in England. Später stieg auch er zum Capo des Rates der Zehn auf, womit die drei Söhne Lauras, die erwachsen wurden, allesamt im innersten Kern der Staatsmacht untergebracht waren. Die einzige Tochter, Cornelia, heiratete Antonio Marin Priuli di Alvise.
Nach dem Tod ihres Ehemanns zog sich Laura Corner 1722 in das Kloster der Augustinereremiten von San Gervasio e Protasio zurück, benannt nach der benachbarten Kirche, die auf Venezianisch San Trovaso heißt. Das Kloster befand sich bis 1810 am Rio delle Romite. Dort lebte sie als eine der zu diesem Zeitpunkt etwa 40 Nonnen; das Kloster bestand seit 1694. Für ihr aufwändiges Begräbnis wurden 15.831 Lire ausgegeben, wie aus einem Eintrag vom 4. Mai 1729 hervorgeht.